# Éloi Relange
Éloi Relange (ur. 1 lipca 1976) – francuski szachista, arcymistrz od 1998 roku.

## Kariera szachowa
Trzykrotnie w swojej karierze reprezentował Francję na mistrzostwach świata juniorów do 20 lat (Buenos Aires 1992, Matinhos 1994 i Halle 1995). W drugiej połowie lat 90. awansował do szerokiej krajowej czołówki. Wielokrotnie wystąpił w finałach indywidualnych mistrzostw Francji, największy sukces osiągając w 1996 r. w Auxerre, gdzie zdobył brązowy medal. W tym samym roku wystąpił w narodowej drużynie na olimpiadzie szachowej w Erywaniu, a rok później – w drużynowych mistrzostwach Europy, rozegranych w Puli. W 1997 r. zajął również II miejsce (za Jean-Marcem Degraeve, przed Anthony Kostenem, Eduardasem Rozentalisem, Davidem Marciano i Michaiłem Gurewiczem) w Belfort, natomiast na przełomie 1997 i 1998 r. podzielił II miejsce w Hastings (za Matthew Sadlerem, wraz z Eduardasem Rozentalisem, przed m.in. Władysławem Tkaczewem i Johnem Nunnem).
Najwyższy ranking w dotychczasowej karierze osiągnął 1 lipca 2003 r., z wynikiem 2513 punktów zajmował wówczas 15. miejsce wśród francuskich szachistów.